# Gran Premio di superbike di Sentul 1994
Il Gran Premio di Superbike di Sentul 1994 è stata la sesta prova su undici del Campionato mondiale Superbike 1994, è stato disputato il 21 agosto sul Sentul International Circuit e ha visto la vittoria di James Whitham in gara 1, mentre la gara 2 è stata vinta da Carl Fogarty.
Si è trattato della prima volta che il campionato mondiale Superbike è stato ospitato in Indonesia.

## Risultati

### Gara 1

#### Arrivati al traguardo[3]
| Pos. | Nº | Pilota               | Motocicletta | Tempo     | Griglia | Punti |
| ---- | -- | -------------------- | ------------ | --------- | ------- | ----- |
| 1º   | 69 | James Whitham        | Ducati       | 37:13.266 | 6º      | 20    |
| 2º   | 3  | Aaron Slight         | Honda        | +0:00.330 | 2º      | 17    |
| 3º   | 1  | Scott Russell        | Kawasaki     | +0:13.144 | 5º      | 15    |
| 4º   | 23 | Doug Polen           | Honda        | +0:17.214 | 4º      | 13    |
| 5º   | 37 | Simon Crafar         | Honda        | +0:21.140 | 10º     | 11    |
| 6º   | 11 | Andreas Meklau       | Ducati       | +0:21.599 | 7º      | 10    |
| 7º   | 63 | Adrien Morillas      | Kawasaki     | +0:40.683 | 12º     | 9     |
| 8º   | 8  | Terry Rymer          | Kawasaki     | +0:41.270 | 11º     | 8     |
| 9º   | 7  | Stéphane Mertens     | Ducati       | +0:43.978 | 9º      | 7     |
| 10º  | 36 | Valerio Destefanis   | Ducati       | +0:58.492 | 13º     | 6     |
| 11º  | 6  | Piergiorgio Bontempi | Kawasaki     | +0:58.542 | 8º      | 5     |
| 12º  | 33 | Brian Morrison       | Honda        | +1:06.293 | 14º     | 4     |
| 13º  | 59 | Mauro Moroni         | Kawasaki     | +1 giro   | 15º     | 3     |
| 14º  | 64 | Gérald Muteau        | Ducati       | +1 giro   | 18º     | 2     |
| 15º  | 76 | Alex Vieira          | Honda        | +2 giri   | 16º     | 1     |
| 16º  | 4  | Fabrizio Pirovano    | Ducati       | +5 giri   | 3º      |       |

#### Ritirati
| Nº | Pilota       | Motocicletta | Giri     | Griglia |
| -- | ------------ | ------------ | -------- | ------- |
| 2  | Carl Fogarty | Ducati       | +6 giri  | 1º      |
| 77 | José Kuhn    | Honda        | +23 giri | 17º     |

### Gara 2

#### Arrivati al traguardo[4]
| Pos. | Nº | Pilota               | Motocicletta | Tempo     | Griglia | Punti |
| ---- | -- | -------------------- | ------------ | --------- | ------- | ----- |
| 1º   | 2  | Carl Fogarty         | Ducati       | 37:01.075 | 1º      | 20    |
| 2º   | 3  | Aaron Slight         | Honda        | +0:02.801 | 2º      | 17    |
| 3º   | 1  | Scott Russell        | Kawasaki     | +0:10.979 | 5º      | 15    |
| 4º   | 69 | James Whitham        | Ducati       | +0:14.719 | 6º      | 13    |
| 5º   | 11 | Andreas Meklau       | Ducati       | +0:17.452 | 7º      | 11    |
| 6º   | 23 | Doug Polen           | Honda        | +0:17.967 | 4º      | 10    |
| 7º   | 8  | Terry Rymer          | Kawasaki     | +0:39.283 | 11º     | 9     |
| 8º   | 63 | Adrien Morillas      | Kawasaki     | +0:39.418 | 12º     | 8     |
| 9º   | 7  | Stéphane Mertens     | Ducati       | +0:40.068 | 9º      | 7     |
| 10º  | 37 | Simon Crafar         | Honda        | +0:40.560 | 10º     | 6     |
| 11º  | 6  | Piergiorgio Bontempi | Kawasaki     | +0:50.580 | 8º      | 5     |
| 12º  | 36 | Valerio Destefanis   | Ducati       | +0:53.701 | 13º     | 4     |
| 13º  | 33 | Brian Morrison       | Honda        | +1:09.689 | 14º     | 3     |
| 14º  | 76 | Alex Vieira          | Honda        | +1:20.500 | 16º     | 2     |
| 15º  | 59 | Mauro Moroni         | Kawasaki     | +1 giro   | 15º     | 1     |
| 16º  | 77 | José Kuhn            | Honda        | +1 giro   | 17º     |       |
| 17º  | 64 | Gérald Muteau        | Ducati       | +1 giro   | 18º     |       |

#### Ritirati
| Nº | Pilota            | Motocicletta | Giri     | Griglia |
| -- | ----------------- | ------------ | -------- | ------- |
| 4  | Fabrizio Pirovano | Ducati       | +23 giri | 3º      |